# Aldeanueva de San Bartolomé
Aldeanueva de San Bartolomé é um município da Espanha na província de Toledo, comunidade autónoma de Castilla-La Mancha, de área 34,64 km² com população de 527 habitantes (2004) e densidade populacional de 15,21 hab/km².

## Demografia
| Variação demográfica do município entre 1991 e 2004 | Variação demográfica do município entre 1991 e 2004 | Variação demográfica do município entre 1991 e 2004 | Variação demográfica do município entre 1991 e 2004 |
| --------------------------------------------------- | --------------------------------------------------- | --------------------------------------------------- | --------------------------------------------------- |
| 1991                                                | 1996                                                | 2001                                                | 2004                                                |
| 713                                                 | 650                                                 | 556                                                 | 527                                                 |